# Инжуватова, Галина Дмитриевна
Гали́на Дми́триевна Инжува́това (28 февраля 1952) — советская хоккеистка (хоккей на траве), вратарь, тренер. Бронзовый призёр летних Олимпийских игр 1980 года. 

## Биография
Галина Инжуватова родилась 28 февраля 1952 года.
В школе с пятого по десятый класс занималась гандболом, играла на позиции вратаря. С 1977 года играла в хоккей на траве за московские «Крылья Советов», позже перебралась в московские «Фили». В составе «Крылья Советов» в 1984 году выиграла бронзу чемпионата СССР. В чемпионатах СССР провела более 240 матчей, в 1978—1980 годах входила в список 22 лучших хоккеисток чемпионата.
В 1978 году в составе сборной СССР стала бронзовым призёром международного турнира социалистических стран и была признана лучшим вратарём.
В 1980 году вошла в состав женской сборной СССР по хоккею на траве на летних Олимпийских играх в Москве и завоевала бронзовую медаль. Играла на позиции вратаря, провела 2 матча, пропустила 2 мяча от сборной Австрии.
В 1981 году завоевала бронзовую медаль чемпионата мира в Буэнос-Айресе. В 1984 году стала серебряным призёром чемпионата Европы в Лилле.
Заслуженный мастер спорта СССР (1984).
С 1995 года работала с женской сборной России по хоккею на траве тренером-массажистом.